# Trikotaža
Trikotaža, vrsta tekstilnih proizvoda od pletenih materijala, dobivenih strojnom ili ručnom izradom, krojenjem i šivanjem, ili na drugi sličan način. Trikotažna pletiva se strojno izrađuju na ravnopletaćim, kružnopletaćim ili osnovoprepletaćim strojevima, a zatim se dorađuju (bijeljenjem, bojanjem i drugim postupcima) te na kraju konfekcioniraju u trikotažne odjevne predmete. Odlike trikotažnih materijala (u usporedbi s tkaninama, odnosno platnima) su mekoća, prianjanje uz tijelo, razmjerna rastezljivost (elastičnost) te udobnost kod nošenja, budući da su u potpunosti ili najvećim dijelom izrađeni od pamuka. 

## Podjela
Postoji više vrsti podjela trikotaže, ovisno o odabranim kriterijima. Jedna od podjela razvrstava trikotažu na dvije temeljne grupe: gornju trikotažu i donju trikotažu, ovisno o tome da li se nosi izravno na tijelo i u dodiru je s kožom, ili ne. Drugi tip podjele uzima u obzir kriterij mjesta i svrhe korištenja pa govori o kućanskoj i tehničkoj trikotaži.
Donja trikotaža, budući da se nosi izravno na kožu, izrađena je pretežno iz pletiva koja se dobivaju iz fine, tanke pređe, kao što su na primjer finorebrasto pletivo (njem. Feinripp), suprema (engl. single jersey) i interlok (engl. interlock), i u pravilu su po sastavu od 100% pamuka.
Za gornju trikotažu se upotrebljavaju deblja, teža pletiva, najčešće s odgovarajućim udjelom umjetne, odnosno sintetičke pređe (poliester, poliamid, poliakril, acetat i sl.), kao što su na primjer futer (njem. Futter), frotir i pliš. Trikotaža od mješavine pamuka i umjetnih vlakana u sastavu poboljšava neke karakteristike odjeće koja se iz nje izrađuje, na primjer smanjuje se osjetljivost na gužvanje odjevnog predmeta.
Šira podjela dijeli odjevne trikotažne proizvode na sljedeće skupine:
- donje rublje (gaće, potkošulje i dr.)
- majice (T-shirt majice, majice dugih rukava, polo-majice)
- športska odjeća (trenirke, dresovi, štucne)
- čaraparski proizvodi
- odjeća za bebe i djecu (bodyji, benkice, štramplice, kombinezoni i sl.)
- gornja trikotaža (jakne, bluze, džemperi, ogrtači, suknje, tajice)
- noćna odjeća (pidžame, spavaćice)
- kupaći artikli (kupaće gaće, kostimi i bikiniji)
- pozamanterijski proizvodi (vezice za cipele, razne vrpce i sl.)
- ostalo (kape, šalovi, rupci, steznici, grudnjaci itd.)[5]

## Galerija
- Raznobojne trikotažne gaće
- Muške T-shirt majice
- Ženske čarape
- Muške trenirke
- Odjeća za bebe